# Hrvatski katolički radio
Hrvatski katolički radio, HKR (pol. Chorwackie Katolickie Radio) – katolickie radio działające na terenie Chorwacji na podstawie państwowej koncesji. Jest organizacją non-profit. Założycielem i właścicielem rozgłośni jest Konferencja Episkopatu Chorwacji. Stacja rozpoczęła nadawanie w dniu 17 maja 1997, kiedy to została pobłogosławiona przez kardynała Franjo Kuharića, przewodniczącego Konferencji Episkopatu Chorwacji.
Program nadawany jest 24 godziny na dobę. W ofercie stacji można znaleźć audycje religijne, informacyjne i kulturowe.
Sygnał stacji można odbierać na ok. 95% terytorium Chorwacji i w krajach sąsiednich. Radio posiada 18 nadajników na terenie całej Chorwacji.
Siedziba radia znajduje się w Zagrzebiu przy ul. Voćarska c. 106.